# Chortinaspis fissurella
Chortinaspis fissurella är en insektsart som beskrevs av Hall och Williams 1962. Chortinaspis fissurella ingår i släktet Chortinaspis och familjen pansarsköldlöss.
Artens utbredningsområde är Pakistan. Inga underarter finns listade i Catalogue of Life.